# Juniper Island
Juniper Island är en ö i Kanada.   Den ligger i provinsen Ontario, i den sydöstra delen av landet, 220 km sydväst om huvudstaden Ottawa.
I omgivningarna runt Juniper Island växer i huvudsak blandskog. Runt Juniper Island är det glesbefolkat, med 8 invånare per kvadratkilometer.